# Morsang-sur-Orge
Morsang-sur-Orge település Franciaországban, Essonne megyében. Lakosainak száma 21 161 fő (2022. január 1.). Morsang-sur-Orge Savigny-sur-Orge, Fleury-Mérogis, Sainte-Geneviève-des-Bois, Villemoisson-sur-Orge és Viry-Châtillon községekkel határos.

## Népesség
A település népességének változása:
| Lakosok száma | 21 377 | 21 423 | 21 346 | 20 909 | 20 619 | 20 124 | 20 149 | 20 785 | 21 161 |
|               | 2013   | 2015   | 2016   | 2017   | 2018   | 2019   | 2020   | 2021   | 2022   |